# Sander Sagosen
Sander Sagosen (ur. 14 września 1995 w Stavanger) – norweski piłkarz ręczny, środkowy rozgrywający, od 2023 zawodnik Kolstad Håndball.
Reprezentant Norwegii, srebrny medalista mistrzostw świata we Francji (2017) i najlepszy lewy rozgrywający tego turnieju. Dwukrotnie uznany najlepszym środkowym rozgrywającym mistrzostw Europy (2016, 2018).

## Kariera klubowa
Wychowanek Charlottenlund SK. W sezonie 2012/2013 był zawodnikiem Kolstad IL, w którego barwach rozegrał 21 meczów i zdobył 133 gole, zajmując 3. miejsce w klasyfikacji najlepszych strzelców drugiej ligi norweskiej. W sezonie 2013/2014 występował w Haslum HK, z którym wywalczył wicemistrzostwo Norwegii.
W latach 2014–2017 był graczem Aalborga. W sezonie 2016/2017, w którym zdobył ze swoją drużyną mistrzostwo Danii, rzucił 206 bramek w 37 meczach, zostając królem strzelców ekstraklasy. Będąc zawodnikiem Aalborga, występował także w europejskich pucharach – w sezonie 2014/2015 zdobył 45 goli w Lidze Mistrzów, zaś w sezonie 2015/2016 rzucił 19 bramek w Pucharze EHF.
W 2017 przeszedł do francuskiego Paris Saint-Germain, z którym podpisał trzyletnią umowę. W sezonie 2017/2018, w którym rozegrał we francuskiej ekstraklasie 26 meczów i rzucił 93 bramki, zdobył mistrzostwo kraju, a ponadto sięgnął po Puchar Francji i Puchar Ligi Francuskiej. W Lidze Mistrzów, w której jego klub zajął 3. miejsce, wystąpił w 18 spotkaniach i zdobył 69 goli oraz został wybrany najlepszym lewym rozgrywającym sezonu 2017/2018.

## Kariera reprezentacyjna
W 2012 uczestniczył w mistrzostwach Europy U-18 w Austrii, podczas których rozegrał siedem meczów i zdobył 19 goli (miał także 40 asyst). W 2013 wziął udział w mistrzostwach świata U-19 na Węgrzech, w których rzucił 57 bramek i zajął 5. miejsce w klasyfikacji najlepszych strzelców turnieju.
W reprezentacji Norwegii zadebiutował 1 listopada 2013 w meczu z Chorwacją (26:28), w którym rzucił jedną bramkę.
W 2014 uczestniczył w mistrzostwach Europy w Danii.  W 2016 wystąpił w mistrzostwach Europy w Polsce, w których zdobył 29 goli i miał 40 asyst, a także został wybrany najlepszym środkowym rozgrywającym turnieju. W 2017 zdobył srebrny medal mistrzostw świata we Francji, w których rozegrał dziewięć meczów i rzucił 41 bramek, zajmując 7. miejsce w klasyfikacji najlepszych strzelców i otrzymując tytuł najlepszego lewego rozgrywającego turnieju. W 2018 uczestniczył w mistrzostwach Europy w Chorwacji, podczas których zdobył 32 gole w sześciu spotkaniach i został wybrany najlepszym środkowym rozgrywającym turnieju.

## Sukcesy
Aalborg Håndbold
- Mistrzostwo Danii: 2016/2017

Paris Saint-Germain
- Mistrzostwo Francji: 2017/2018
- Puchar Francji: 2017/2018
- Puchar Ligi Francuskiej: 2017/2018

Reprezentacja Norwegii
- 2. miejsce w mistrzostwach świata: 2017
- 2. miejsce w mistrzostwach świata: 2019

Indywidualne
- Najlepszy środkowy rozgrywający mistrzostw Europy w Polsce w 2016[13]
- Najlepszy lewy rozgrywający mistrzostw świata we Francji w 2017[15]
- Najlepszy środkowy rozgrywający mistrzostw Europy w Chorwacji w 2018[17]
- 7. miejsce w klasyfikacji najlepszych strzelców mistrzostw świata we Francji w 2017 (41 bramek)[14]
- 8. miejsce w klasyfikacji najlepszych strzelców mistrzostw Europy w Chorwacji w 2018 (32 bramki)[16]
- 5. miejsce w klasyfikacji najlepszych strzelców mistrzostw świata U-19 na Węgrzech w 2013 (57 bramek)[11]
- Najlepszy lewy rozgrywający Ligi Mistrzów: 2017/2018 (Paris Saint-Germain)[9]
- Król strzelców duńskiej ekstraklasy: 2016/2017 (206 bramek; Aalborg Håndbold)[6]
- Najlepszy młody piłkarz ręczny świata w konkursie Handball Planet: 2014/2015, 2015/2016, 2016/2017[18]